# 에바라마치역
에바라마치역(일본어: 荏原町駅, えばらまちえき)은 일본 도쿄도 시나가와구에 있는 도쿄 급행 전철의 역이다. 역 번호는 OM05이다.
개통 당시, 에바라 군 에바라마치 대학 나카노부에 입지하고 있었으며, 그 지명을 채용한 것이다.

## 역 구조
상대식 승강장 2면 2선의 지상역이다. 개찰구는 기존에 미조노쿠치 방향 승강장에만 설치됐었지만, 2004년 3월에 오이마치 방면 승강장에도 개찰구가 신설되었다. 서비스 매니저 도입역으로 오이마치역에서 원격 감시하고 있다.

#### 승강장
| 승강장 | 노선        | 방향 | 행선                                                    |
| ------ | ----------- | ---- | ------------------------------------------------------- |
| 1      | 오이마치 선 | 하행 | 하타노다이・지유가오카・후타코타마가와・미조노쿠치 방면 |
| 2      | 오이마치 선 | 상행 | 오이마치 방면                                           |

## 역 주변
- 시나가와 구 에바라 제4지역 센터
- 시나가와 나카노부 다섯 우체국
- 에바라마치 상점가
- 시나가와 구립 겐지마에 초등학교
- 분쿄 대학 부속 중・고등학교
- 호우렌지
- 하타오카하치만 신사
- 도큐 버스 에바라 영업소

## 역사
- 1927년 7월 6일: 메구로카마타 전철 오이마치 선의 개통과 동시에 영업 개시.
- 1942년 8월: 과선교가 설치됨.
- 1945년 5월 23일: 공습으로 역 및 3152, 3154 차량과 3203, 3206이 재해로 인하여, 과선교가 소실됨.
- 1959년: 과선교가 다시 설치됨.
- 2004년:상행선에 개찰구 신설

## 사진

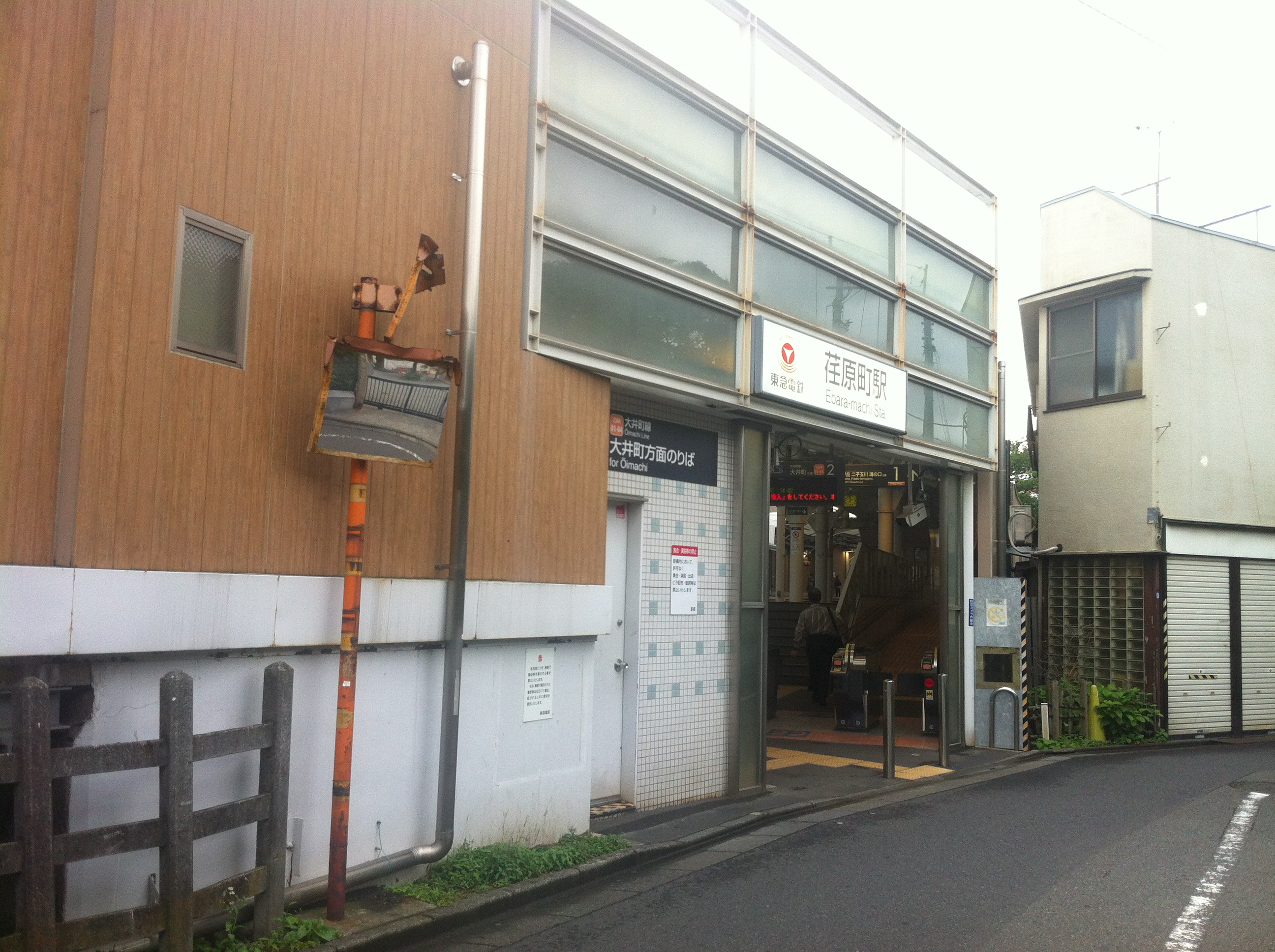
역사 (오이마치 방면)

## 인접역
| 도쿄 급행 전철 오이마치 선   | 도쿄 급행 전철 오이마치 선                                                | 도쿄 급행 전철 오이마치 선       |
| ---------------------------- | ------------------------------------------------------------------------- | -------------------------------- |
| OM 04 나카노부 오이마치 방면 | □ 각역정차 (후타코신치, 다카쓰 통과) ■ 각역정차 (후타코신치, 다카쓰 정차) | 하타노다이 OM 06 미조노쿠치 방면 |